# Carlos Pellegrini
Carlos Enrique José Pellegrini Bevans (ur. 1846 w Buenos Aires, zm. 1906 tamże) – prezydent Argentyny od 6 sierpnia 1890 do 12 października 1892.
Z zawodu prawnik, deputowany do parlamentu od 1873, w 1880 został ministrem wojny. W 1886 został wiceprezydentem, a w 1890 po obaleniu prezydenta Juáreza Celmana, prezydentem. Funkcję sprawował do 1892, jego następcą został Luis Sáenz Peña. W latach 1895–1904 zasiadał w Senacie. Był również jednym z przywódców Partido Autonomista Nacional.
W trakcie swojej prezydentury zainicjował stworzenie Narodowego Banku Argentyny (Banco de la Nación Argentina).
Pochowany na Cementerio de la Recoleta.